# 林嘉緯
林嘉緯（Lam Ka Wai，1985年6月5日—），生於香港，前香港足球運動員，司職進攻中場，為近年本地最出色的中場指揮官及擁有超細膩技術的本土華人球員，曾獲得前香港足球代表隊隊長蔣世豪欽點為其接班人，現時為香港超級聯賽球會標準流浪教練團一員。

## 早年生活
林嘉緯生於香港，自小遺傳了父親的足球細胞，有空便隨父親到大坑東的草地踢球，直到10歲時加入一支名為傲勝的球隊，期間由於西貢青年軍缺乏球員，他在經朋友介紹下加入球隊接受正統足球訓練，並在一次對當時屬勁旅的流浪的高級組賽事，西貢又再次僅得10個球員，而要林嘉緯入隊，由於當時身型矮小，所以他被教練安排在主守形勢踢前場位置，結果他大演帽子戲法，在賽後獲流浪總監李輝立賞識邀請加盟，其後再加入二合青年軍，因為二合隊中較缺左腳球員，令林嘉緯起初是擔任左後衞或左中場，幸好時任球會教練黎新祥早已斷言林嘉緯是香港隊未來的主力進攻中場，所以自此都讓他擔任這位置。

## 球會生涯

### 出道之初
林嘉緯初出道時正值香港足球最困難時期，他於2002年加盟正值青春班的流浪，並於出道初期便隨即外借給花花，在2003年再與港菁隊友陳肇麒外借到傑志，直到2004年重返流浪。

### 生涯高峰
他在2008年夏季轉投甲組球會傑志，視為繼山度士，譚兆偉和蔣世豪後本地球圈最出色的中場指揮官，只是經常被所屬球會安排踢不同位置，故縱使他有出眾的盤扭技術，發展仍不成正比，直到傑志在2009年由前巴塞隆拿足球學校的青訓總監甘巴爾接手後，林嘉緯獲教練重用並逐漸踢出名堂，在甘巴爾接掌傑志前，曾專程來港觀看傑志操練及比賽，當時他已對擁高超個人技術的林嘉緯留下頗深印象，視他為傑志未來的重心球員，故在挑選外援加盟時，都集中在前鋒及後場位置，其後他在甘巴爾麾下躍升成為傑志的核心球員，
2010/11年球季，林嘉緯除了取得9個入球成為華人神射手外，更在當季僅缺席一場下，協助傑志重奪失落47年的聯賽冠軍及亞協盃資格，而他在球季結束後更首次入選香港足球明星選舉最佳11人，惟他在球季後在未獲傑志同意下參加小型球賽，導致右腳小腿骨折需要休息兩個月，令他因此無法參加巴克萊亞洲錦標賽及世界盃外圍賽，同時被傑志褫奪副隊長職位，2012年4月，他協助傑志捧走聯賽盃冠軍，更在4月19日對公民前獲頒聯賽的3月最有價值球員，
總結2011/12球季，林嘉緯協助傑志奪得聯賽，聯賽盃及足總盃三料冠軍，更獲得亞協盃資格，2012/13年球季前，林嘉緯於對英超球會阿仙奴的賽馬會慈善信託基金挑戰盃，交出1個助攻，最終協助傑志以2–2賽和對手，當季季中獲泰超球會武里南聯邀請加盟，惟當時他正值斷腳後休養中，而且又害怕傷癒後未能回復高水準，影響外間對香港球員的評估下，選擇留隊，
2013年7月29日，林嘉緯在主場對英超球會曼聯的表演賽，在53分鐘擺脫隊長卡域克後，用左腳轟入世界球為傑志破蛋，再於69分鐘助攻隊友艾力士，助傑志拉近比數，雖然傑志最終以2–5落敗，但技驚四座的林嘉緯卻贏盡全場球迷掌聲，事後他再獲泰超球會提出轉會邀請，但他幾經考慮後卻決定留隊，並與球隊續約至2016年。
2015/16年球季，林嘉緯在傑志的正選出場次數減少，除在聯賽盃決賽沒有出場機會外，在足總盃決賽也僅在加時119分鐘後備出場，結果他於2016年5月28日對冠忠南區的季後附加賽決賽，完場前接應林柱機傳中撞射埋齋成2–0勝出，取得代表香港出戰亞冠盃的資格外，保持傑志連續6年出戰亞洲賽的傳統，惟林嘉緯於當季本地賽只取得2個入球。
隨後林嘉緯在2017年1月21日當選港超聯12月最有價值球員，1月25日，林嘉緯代表傑志出戰亞冠盃外圍賽第2圈於主場迎戰越南勁旅河內FC，戰至加時下半場兼補時的最後數秒，他接應費蘭度罰球開出，近門飛頂入網絕殺，助傑志以3–2淘汰對手，歷史性殺入附加賽圈，而賽後踢足120分鐘的他獲選為賽事最有價值球員，可惜最終傑志在互射12碼階段不敵韓職球會蔚山現代出局。
2017/18球季，由於傑志在本地賽事排出多名入籍球員和本地洋將的陣式，令林嘉緯出場時間再不及當年，大部份時間都要坐後備，有時需藉預備組賽事保持狀態，並帶動年輕球員進步，隨後他在2018年2月13日作客天津權健的首場亞冠盃分組賽，獲傑志委任為隊長，至73分鐘被換出，結果傑志以0–3落敗，3月31日，他在對夢想FC的聯賽，第250場為傑志上陣，最終協助傑志以4–1勝出，並在下一輪聯賽，在4月13日對香港飛馬的賽前，獲傑志舉行簡單慶祝儀式及向他頒發獎座。

### 最後拼搏
2017/18球季完結後，林嘉緯為爭取更多上陣機會，轉會到港超聯球會東方龍獅。
2020年1月，林嘉緯改投香港超級聯賽球會富力R&F。2020年6月，富力R&F宣布與林嘉緯解約。
2020/21球季，林嘉緯重返流浪。他於2020年10月25日的菁英盃比賽初次上場。
2024年5月15日，林嘉緯隨隊打入菁英盃決賽，標準流浪憑着伊巴謙在比賽第40分鐘的一記頭槌入球以1–0擊敗傑志奪冠，這也是他職業生涯最後一戰。

## 國際賽生涯
在2003年12月，香港隊為了提早培養新人接班，造就18歲的林嘉緯首次入選大港腳，參與第26屆省港盃賽事，雖然他最後也沒有落場比賽，但那次是林嘉緯香港隊生涯的開始，他於19歲時獲香港隊教練黎新祥器重，給予他首次正選上陣的機會，在2005年東亞盃預賽對蒙古的賽事中，首次上陣並且取得1個入球，
在2005年3月7日，林嘉緯對關島的2005年東亞盃預賽中，獲正選上陣，雖然那時同位置還有香港隊隊長，兼中場指揮官蔣世豪等，出色的中場在陣，但林嘉緯首次踢正選表現相當不錯，交出6、7個助攻，最終助香港以15–0大勝關島。在該次東亞盃系列賽，林嘉緯在4場比賽取得兩球及8次助攻，獲時任教練黎新祥點名讚揚，及獲隊長蔣世豪欽點為進攻中場的接班人。
在2015年6月，林嘉緯代表香港出戰2018年世界盃亞洲區資格賽，並於主場對馬爾代夫中，罰球直射遠柱入網為香港鎖定2–0勝局，入球後，林嘉緯更向指天特意向剛去世的名宿胡國雄致敬。總結整個系列的世界盃外圍賽，林嘉緯表現出色上陣6場，取得2球交出1個助攻，更有球迷剪輯他的個人精華在網上引起熱，隨後他在2017年8月31日以1–1賽和新加坡國家隊的國際友誼賽，當隊長陳肇麒被換出後，由林嘉緯首度帶上香港隊隊長臂章。
2018年6月5日，林嘉緯獲香港U23代表隊徵召，以超齡球員身份出戰印尼雅加達亞運會。

## 執教生涯
2024年6月，標準流浪宣佈林嘉緯加入球隊教練團。

## 個人生活
林嘉緯為視招重文和胡國雄為學習對象，他曾經於參加亞少盃時於一場比賽「一扭七」，獲得流浪師兄文彼得及陳偉豪笑稱「緯哥」，及改為稱呼同隊的大師兄譚兆偉「偉仔」，林嘉緯在2011年曾因瀏覽社交網站時不慎中毒，而在其社交網站分享色情資訊，因而被網民稱為「AV緯」，而林嘉緯又因擁出色罰球技術被與日本球星中村俊輔相比而得「中村嘉緯」之稱，此外林嘉緯亦因先天體質問題，即使如何操練亦僅得70分鐘體能，未能全力應付全場賽事，只能靠經驗補足，亦是他一直未能外闖加盟水平較高聯賽球隊的原因之一，但林嘉緯的體能在近年已大有改善，甚至能支持一場120分鐘的比賽，香港足球代表隊主教練金判坤曾稱讚盧均宜和林嘉緯是全港技術最好及最聰明的球員，兩人在場上知道彼此如何配合，是對好融洽的足球拍檔，林嘉緯於2011年收養了金毛尋回犬芝治，林嘉緯為退役後的教練工作準備於2016/17球季尾已考取亞洲足協B級教練牌照為未來籌謀，在對屯門的賽事，取得職業生涯首個右腳入球，其後再於2017年10月21日以5–0大勝標準流浪的高級組銀牌8強賽，取得職業生涯第二個右腳入球。

## 家庭生活
林嘉緯的父親都是踢足球，而且都踢得不錯，還有機會在當時香港足球仍盛世的球圈當職業足球員，雖然有機會加盟甲組球隊警察，可惜因家人認為沒有前途而反對，令林嘉緯的父親未能圓其職業球員夢，2017年3月14日的白色情人節，林嘉緯在於社交網站宣佈向拍拖9年的女朋友求婚成功，並於6月27日在日本沖繩克麗絲蒂教堂舉行婚禮。

## 榮譽
傑志
- 香港超級聯賽冠軍（2014–15、2016–17、2017–18季度）
- 香港甲組足球聯賽冠軍（2010–11、2011–12、2013–14季度）
- 香港聯賽盃冠軍（2011–2012、2014–15、2015–16季度）
- 香港足總盃冠軍（2011–12、2012–13、2014–15、2016–17、2017–18季度）
- 香港菁英盃冠軍（2017–18季度）
- 季後附加賽冠軍（2012–13、2015–16季度）
- 香港高級組銀牌冠軍（2016–17季度）
- 香港慈善盾冠軍（2009年）
- 香港社區盃冠軍（2017年）

標準流浪
- 香港菁英盃冠軍（2023–24季度）

香港代表隊
- 龍騰盃冠軍（2010、2011年）
- 省港盃冠軍（2012年）

個人
- 香港足球明星選舉 最佳十一人（2011–12、2012–13、2013–14、2014–15季度）
- 香港甲組足球聯賽 3月最有價值球員（2012–13季度）
- 香港超級聯賽 12月最有價值球員（2014–15季度）

## 職業生涯數據

### 球會
最後更新：2025年1月25日
| 球會         | 賽季    | 聯賽 | 聯賽 | 聯賽 | 足總杯 | 足總杯 | 高級組銀牌 | 高級組銀牌 | 菁英盃/聯賽盃 | 菁英盃/聯賽盃 | 洲際賽事 | 洲際賽事 | 總計 | 總計 |
| 球會         | 賽季    | 層級 | 出賽 | 進球 | 出賽   | 進球   | 出賽       | 進球       | 出賽          | 進球          | 出賽     | 進球     | 出賽 | 進球 |
| ------------ | ------- | ---- | ---- | ---- | ------ | ------ | ---------- | ---------- | ------------- | ------------- | -------- | -------- | ---- | ---- |
| 花花（外借） | 2002-03 | 港甲 | 6    | 0    | 1      | 0      | 1          | 0          | 3             | 0             | –        | –        | 11   | 0    |
| 傑志（外借） | 2003-04 | 港甲 | 14   | 2    | 2      | 0      | 2          | 0          | 4             | 1             | –        | –        | 22   | 3    |
| 流浪         | 2004-05 | 港甲 | 12   | 1    | 1      | 0      | 2          | 0          | 4             | 1             | –        | –        | 19   | 2    |
| 流浪         | 2005-06 | 港甲 | 9    | 0    | 1      | 0      | 0          | 0          | 2             | 1             | –        | –        | 12   | 1    |
| 流浪         | 2006-07 | 港甲 | 12   | 0    | 2      | 0      | 1          | 0          | 3             | 0             | –        | –        | 18   | 0    |
| 流浪         | 2007-08 | 港甲 | 18   | 3    | 1      | 0      | 1          | 0          | 4             | 0             | –        | –        | 24   | 3    |
| 流浪         | 總計    | 總計 | 51   | 4    | 5      | 0      | 4          | 0          | 13            | 2             | –        | –        | 73   | 6    |
| 傑志         | 2008-09 | 港甲 | 19   | 1    | 2      | 0      | 0          | 0          | 2             | 0             | –        | –        | 23   | 1    |
| 傑志         | 2009-10 | 港甲 | 18   | 1    | 1      | 1      | 3          | 0          | –             | –             | –        | –        | 22   | 2    |
| 傑志         | 2010-11 | 港甲 | 17   | 8    | 1      | 1      | 1          | 0          | 2             | 1             | –        | –        | 21   | 10   |
| 傑志         | 2011-12 | 港甲 | 11   | 2    | 2      | 0      | 0          | 0          | 2             | 0             | 7        | 0        | 22   | 2    |
| 傑志         | 2012-13 | 港甲 | 10   | 1    | 4      | 0      | 0          | 0          | –             | –             | 8        | 0        | 22   | 1    |
| 傑志         | 2013-14 | 港甲 | 16   | 3    | 3      | 0      | 1          | 0          | –             | –             | 10       | 1        | 30   | 4    |
| 傑志         | 2014-15 | 港超 | 11   | 4    | 2      | 0      | 3          | 1          | 2             | 0             | 10       | 2        | 28   | 7    |
| 傑志         | 2015-16 | 港超 | 11   | 1    | 1      | 0      | 2          | 0          | 8             | 0             | 8        | 0        | 30   | 1    |
| 傑志         | 2016-17 | 港超 | 12   | 1    | 1      | 1      | 2          | 0          | 1             | 0             | 2        | 1        | 18   | 3    |
| 傑志         | 2017–18 | 港超 | 8    | 0    | 2      | 0      | 2          | 1          | 3             | 0             | 3        | 0        | 18   | 1    |
| 傑志         | 總計    | 總計 | 133  | 22   | 19     | 3      | 14         | 2          | 20            | 1             | 48       | 4        | 234  | 32   |
| 東方         | 2018–19 | 港超 | 18   | 3    | 0      | 0      | 2          | 1          | 2             | 0             | –        | –        | 22   | 4    |
| 東方         | 2019–20 | 港超 | 4    | 1    | –      | –      | 1          | 1          | 2             | 0             | –        | –        | 7    | 2    |
| 東方         | 總計    | 總計 | 22   | 4    | 0      | 0      | 3          | 2          | 4             | 0             | –        | –        | 29   | 6    |
| 富力R&F      | 2019–20 | 港超 | 1    | 0    | 2      | 0      | –          | –          | –             | –             | –        | –        | 3    | 0    |
| 標準流浪     | 2020-21 | 港超 | 17   | 1    | –      | –      | –          | –          | 6             | 1             | –        | –        | 23   | 2    |
| 標準流浪     | 2021–22 | 港超 | 4    | 0    | 2      | 0      | –          | –          | 7             | 0             | –        | –        | 13   | 0    |
| 標準流浪     | 2022-23 | 港超 | 17   | 0    | 3      | 0      | 2          | 0          | 9             | 0             | –        | –        | 31   | 0    |
| 標準流浪     | 2023-24 | 港超 | 18   | 1    | 1      | 0      | 2          | 0          | 8             | 0             | 1        | 0        | 30   | 1    |
| 標準流浪     | 總計    | 總計 | 56   | 2    | 6      | 0      | 4          | 0          | 30            | 0             | 1        | 0        | 97   | 3    |
| 生涯總計     |         |      |      |      |        |        |            |            |               |               |          |          |      |      |

1. ↑  賽事受新型冠狀病毒大流行而取消
2. ↑  賽事受新型冠狀病毒大流行而取消
3. ↑  賽事因新冠病毒大流行而腰斬，球隊只踢了4場聯賽
4. ↑  賽事因新冠病毒大流行而腰斬，球隊只踢了兩場比賽
5. ↑  賽事因新冠病毒大流行而停辦
6. ↑  賽事因新冠病毒大流行而腰斬，球隊只踢了9場比賽

### 國際賽
最後更新：2025年1月25日
| 代表隊 | 年份 | 上陣 | 入球 |
| ------ | ---- | ---- | ---- |
| 香港   | 2005 | 4    | 2    |
| 香港   | 2007 | 4    | 1    |
| 香港   | 2010 | 1    | 0    |
| 香港   | 2011 | 2    | 0    |
| 香港   | 2012 | 6    | 1    |
| 香港   | 2013 | 6    | 0    |
| 香港   | 2014 | 7    | 2    |
| 香港   | 2015 | 10   | 2    |
| 香港   | 2016 | 6    | 0    |
| 香港   | 2017 | 4    | 0    |
| 香港   | 2018 | 1    | 0    |
| 總數   | 總數 | 51   | 8    |

## 外部連結
- 林嘉緯的Facebook專頁
- 香港足球總會網頁球員註冊資料 （页面存档备份，存于）